# Aetanthus mutisii
Aetanthus mutisii là một loài thực vật có hoa trong họ Loranthaceae. Loài này được (Kunth) Engl. mô tả khoa học đầu tiên năm 1889.